# Сызыр (водопад)
Сызыр (тур. Sızır Şelalesi) — водопад на реке Гёксу, притоке реки Кызылырмак, недалеко от деревни Сызыр в окрестностях Гемерека в турецкой провинции Сивас. На реке генеральным управлением банка Иллер построена гидроэлектростанция для обеспечения электроэнергией города Кайсери, но позже была подключена к национальной сети.
Карстовые источники, вытекающие из подножия горы Али-Даг в деревне Сызыр, были отведены строительством плотины в канал, ведущий к гидроэлектростанции, в результате чего водопад Сызыр в основном посещается туристами только в дождливые сезоны.
На территории водопада оборудованы места отдыха для местных жителей и туристов. Высота падения воды составляет 20 метров. Посещение водопада является бесплатным.

## Галерея

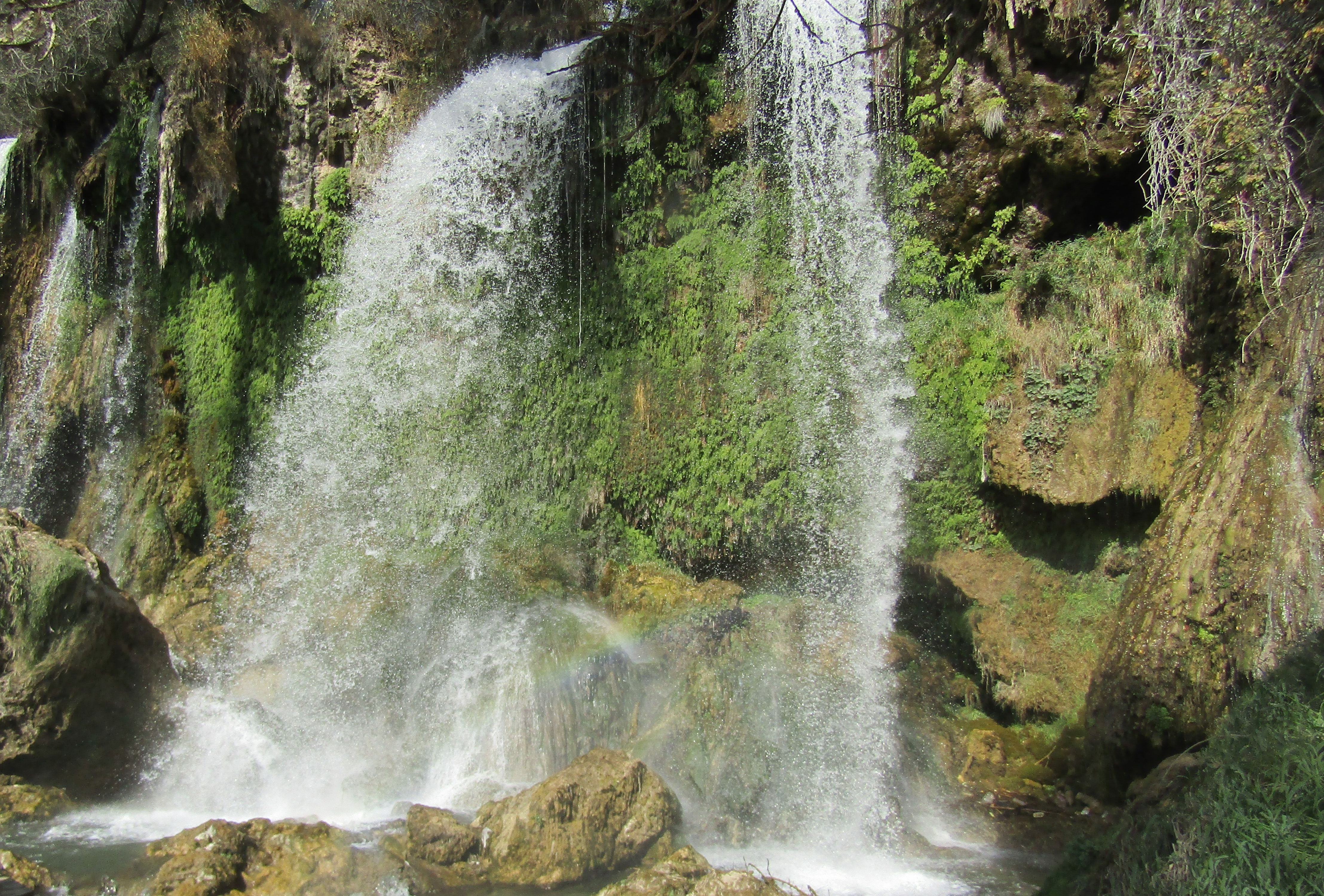
Вид водопада спереди
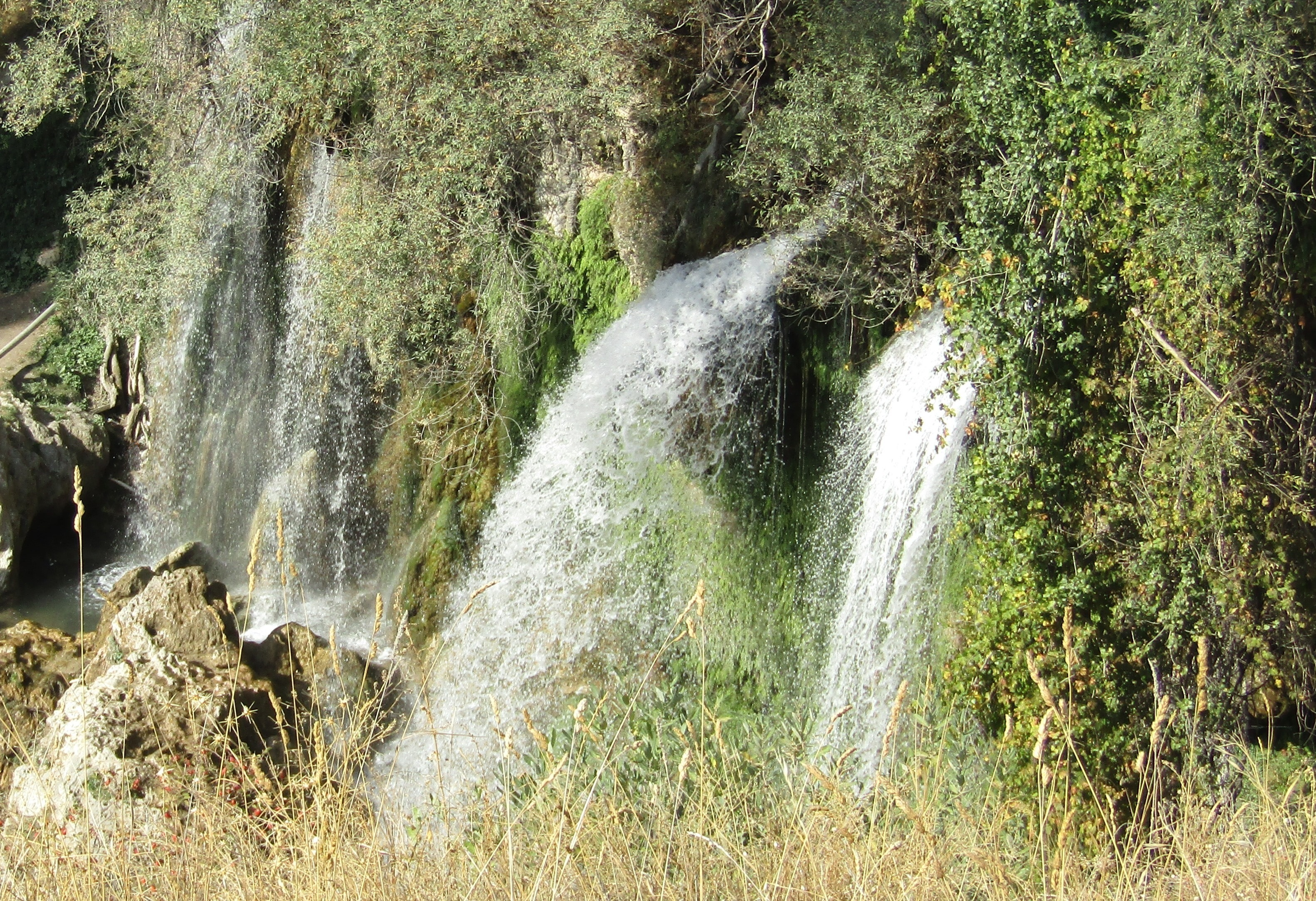
Вид водопада сверху
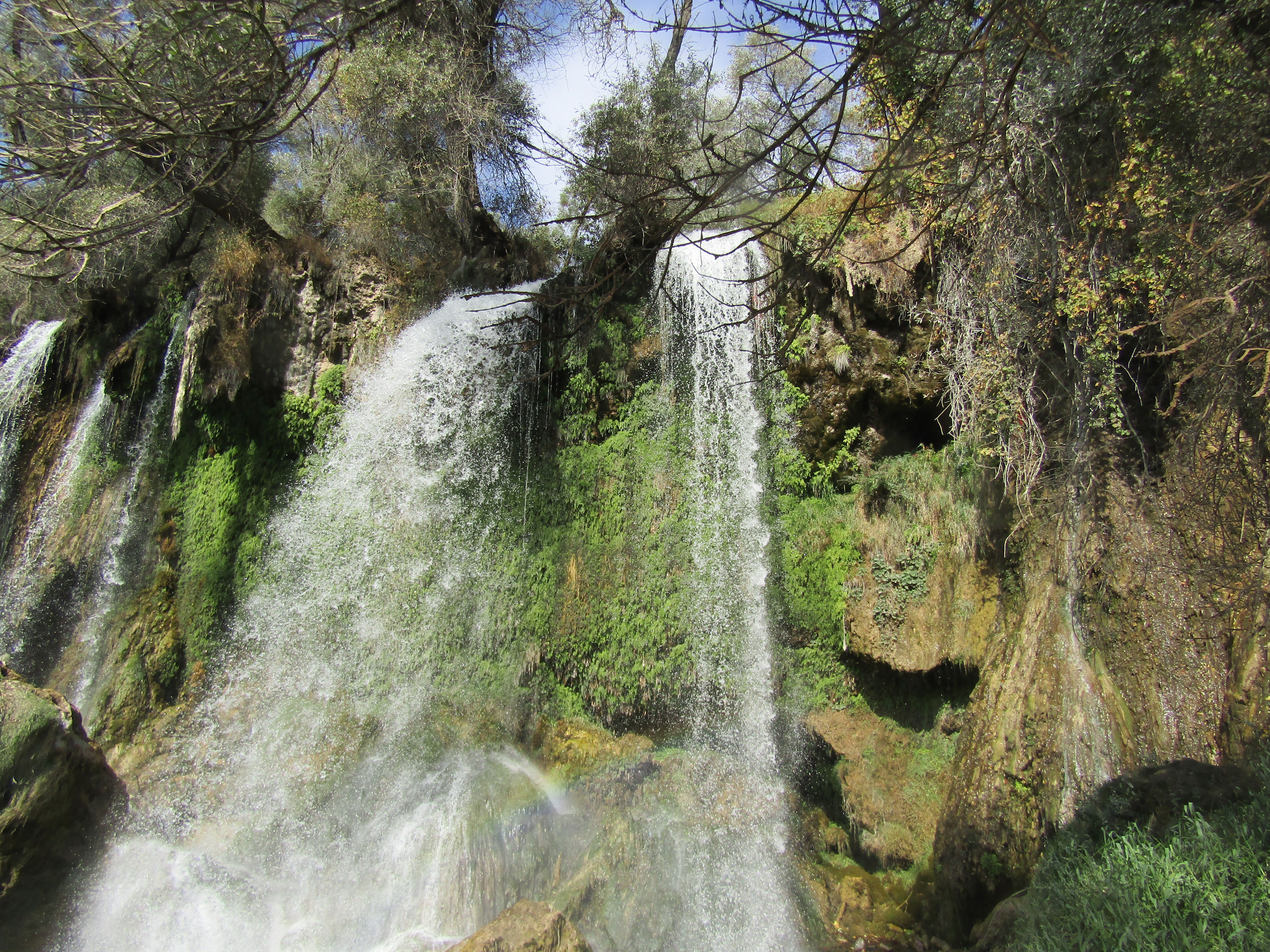
Вид водопада снизу
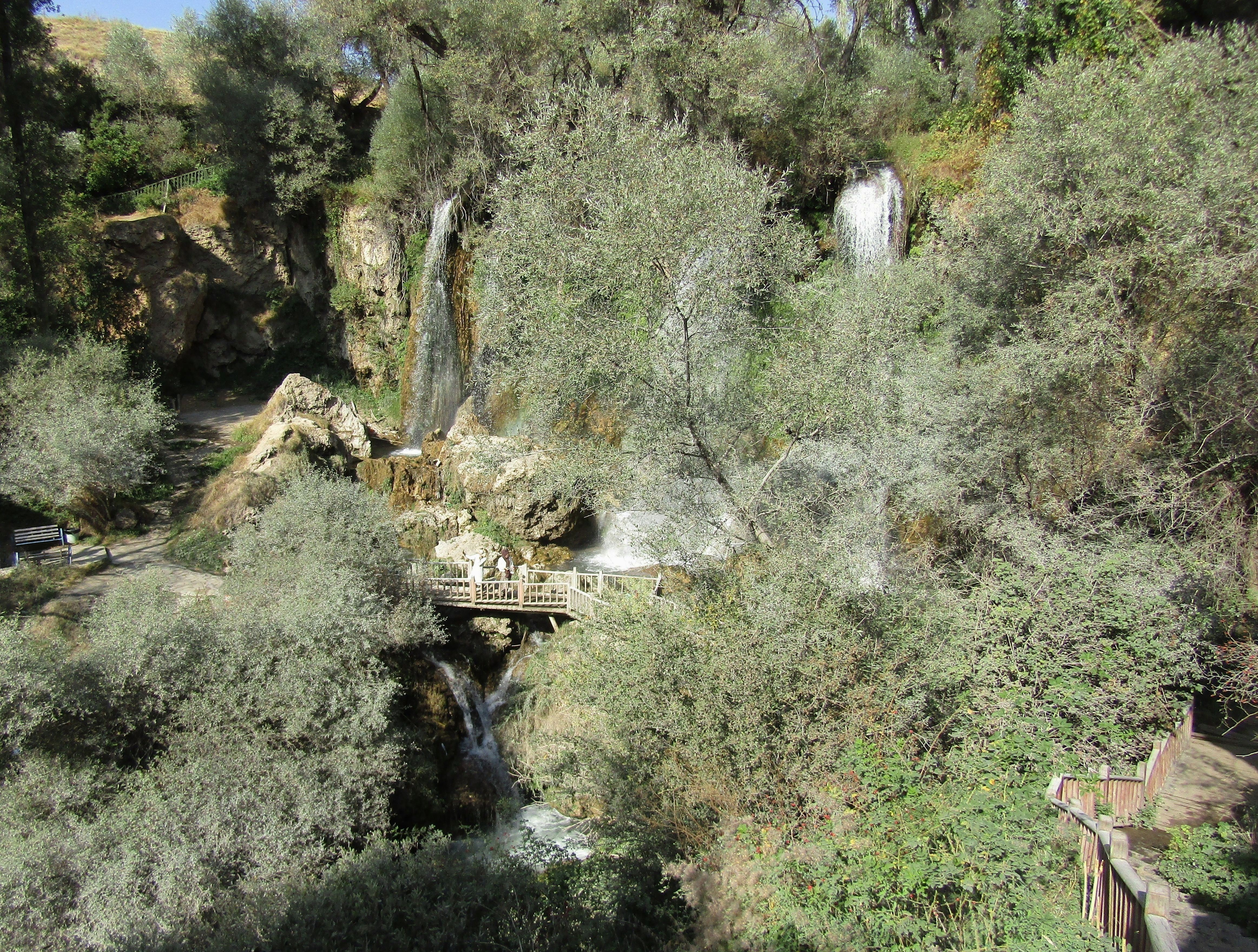
Общий вид водопада
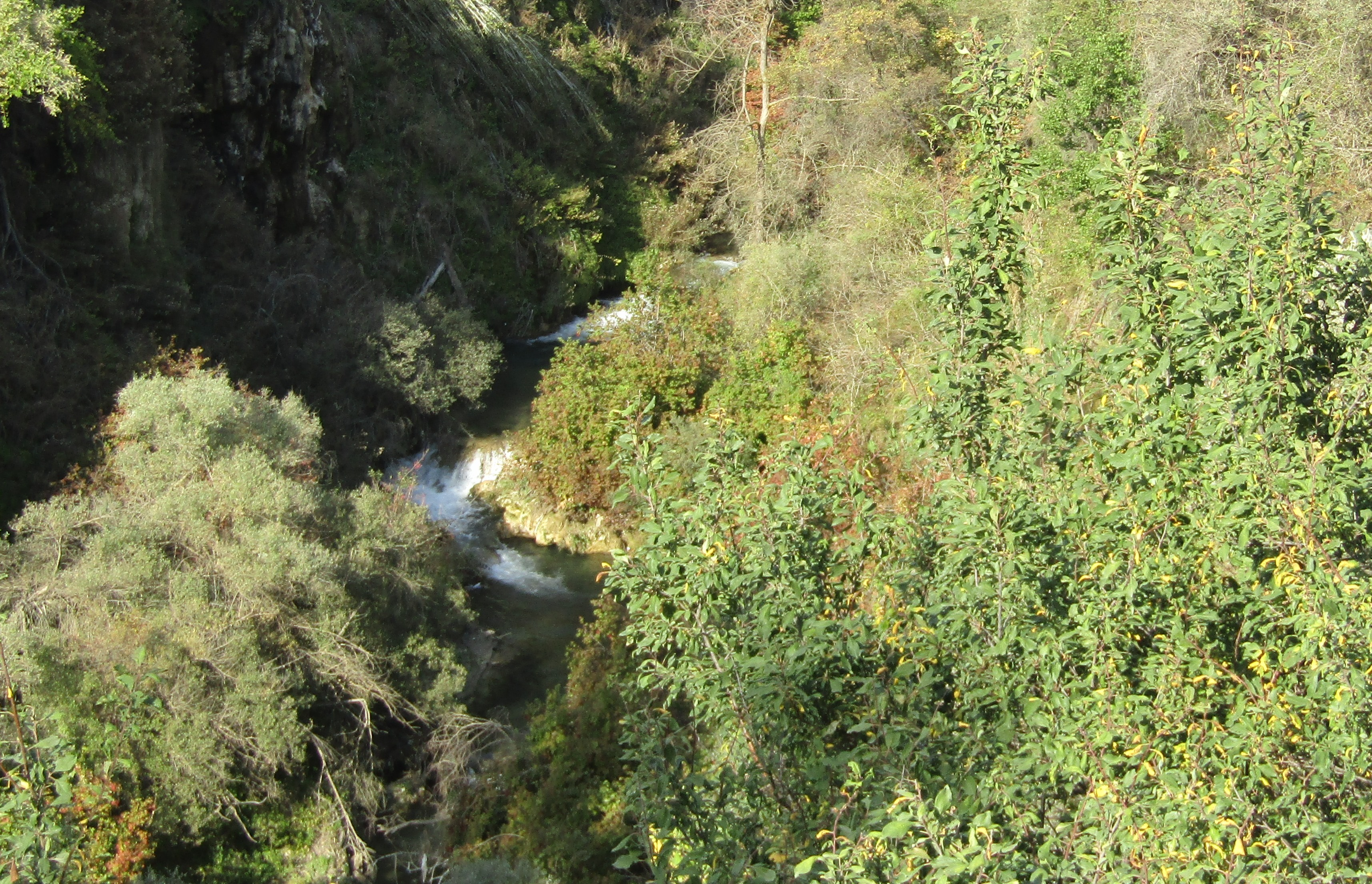
Река Гёксу
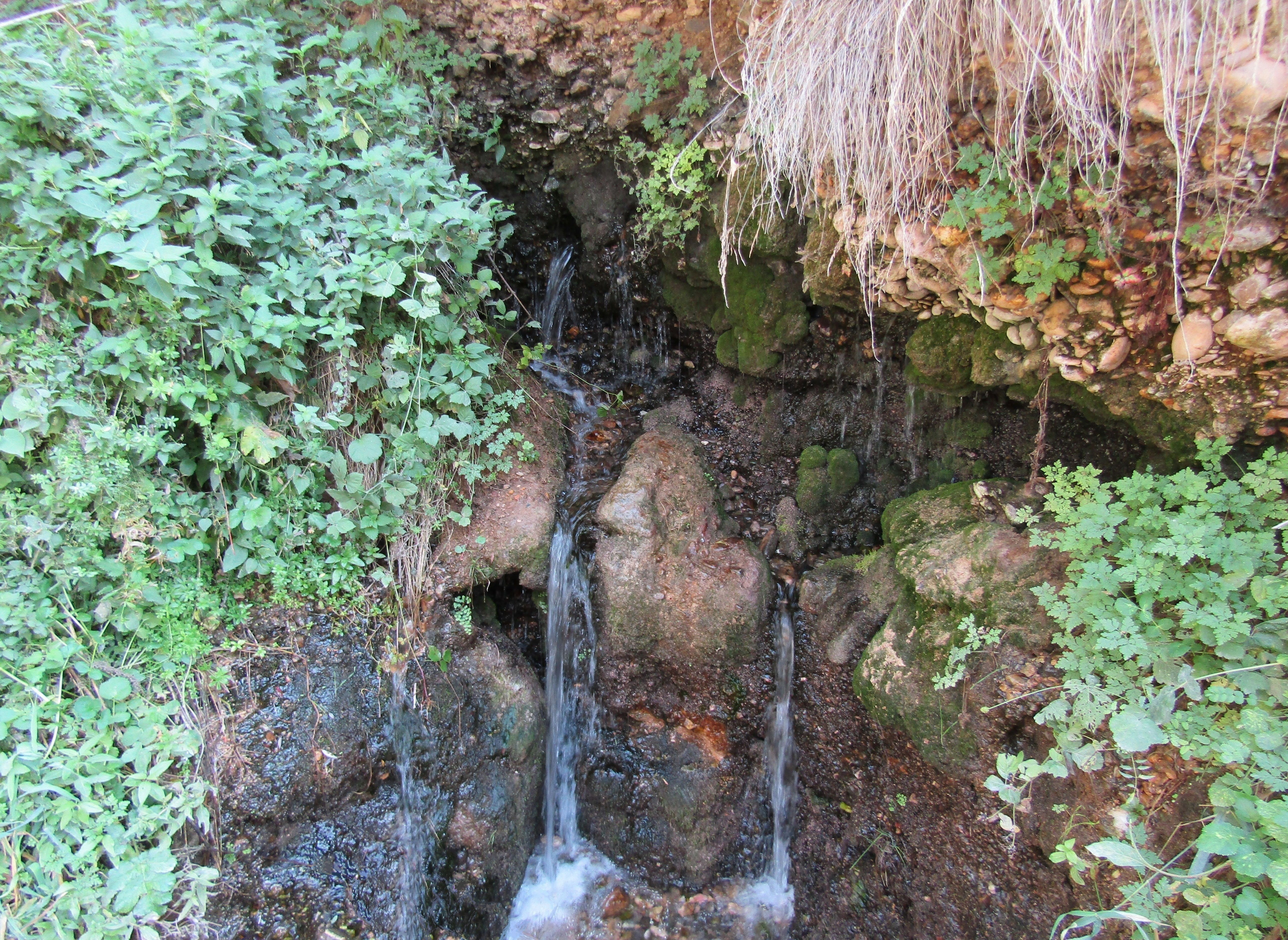
Ближний план